# She's Funny That Way
She's Funny That Way is een Amerikaanse filmkomedie uit 2014 onder regie van Peter Bogdanovich.

## Verhaal
Arnold Albertson is een regisseur op Broadway. Hij maakt kennis met Isabella Patterson, een voormalige prostituee die aan de bak wil komen als actrice. Arnold wordt verliefd op haar en hij wil haar helpen met haar carrière. 

## Rolverdeling
| Acteur           | Personage          |
| ---------------- | ------------------ |
| Imogen Poots     | Isabella Patterson |
| Illeana Douglas  | Judy               |
| Graydon Carter   | Chauffeur          |
| Owen Wilson      | Arnold Albertson   |
| Scott Campbell   | Hotelgast          |
| Erin Heatherton  | Hotelgaste         |
| Melanie Hill     | Receptioniste      |
| Jake Hoffman     | Piccolo            |
| Rhys Ifans       | Seth Gilbert       |
| Richard Lewis    | Al Finkelstein     |
| Cybill Shepherd  | Nettie Finkelstein |
| Debi Mazar       | Vickie             |
| Austin Pendleton | Rechter Pendergast |
| George Morfogen  | Harold Fleet       |
| Tovah Feldshuh   | Miriam Pendergast  |